# Municipio de Clay (condado de Dunklin)
El municipio de Clay (en inglés: Clay Township) es un municipio ubicado en el condado de Dunklin en el estado estadounidense de Misuri. En el año 2010 tenía una población de 1453 habitantes y una densidad poblacional de 4,75 personas por km².

## Geografía
El municipio de Clay se encuentra ubicado en las coordenadas 36°4′22″N 90°3′48″O / 36.07278, -90.06333. Según la Oficina del Censo de los Estados Unidos, el municipio tiene una superficie total de 305.79 km², de la cual 301,53 km² corresponden a tierra firme y (1,39 %) 4,25 km² es agua.

## Demografía
Según el censo de 2010, había 1453 personas residiendo en el municipio de Clay. La densidad de población era de 4,75 hab./km². De los 1453 habitantes, el municipio de Clay estaba compuesto por el 94,08 % blancos, el 2,55 % eran afroamericanos, el 0,55 % eran amerindios, el 1,31 % eran de otras razas y el 1,51 % eran de una mezcla de razas. Del total de la población el 5,09 % eran hispanos o latinos de cualquier raza.